# Betroffenheit
Betroffenheit bzw. betroffen sein hat mehrere Bedeutungen:
- ursprünglich das (unmittelbare) Betroffensein durch eine Maßnahme oder einen Vorgang,
- ein Gefühl der moralischen Trauer und der mitfühlenden Anteilnahme oder eine ähnliche Emotion, die durch die Aussage einer Person oder durch eine historische oder aktuelle Situation ausgelöst wird, oder
- eine (manchmal emotionsfreie) fachliche Verbindung einer Person oder einer Gruppe (Unternehmen, Büroabteilung usw.) zu einer Sache oder einem Ereignis. In diesem Zusammenhang steht die rechtlich-politische Aussage betroffen in eigener Sache, die bekanntlich zur Stimm- oder Mitwirkungsenthaltung führen soll (Befangenheit).

In allen drei Bedeutungen kann zwischen der subjektiven und objektiven sowie zwischen individueller und kollektiver Betroffenheit unterschieden werden.
Vor allem als subjektive, emotionale Betroffenheit ist sie Thema von philosophischen, literarischen und pädagogischen Diskursen und wird dabei zum einen positiv als Impuls zur Motivation und Anknüpfung zur Partizipation zum anderen aber negativ als Dünkel aufgefasst.
Die Menschen, bei denen eine Betroffenheit vorliegt, werden häufig als Betroffene bezeichnet oder sie bezeichnen sich selbst so.